# حديقة صينية

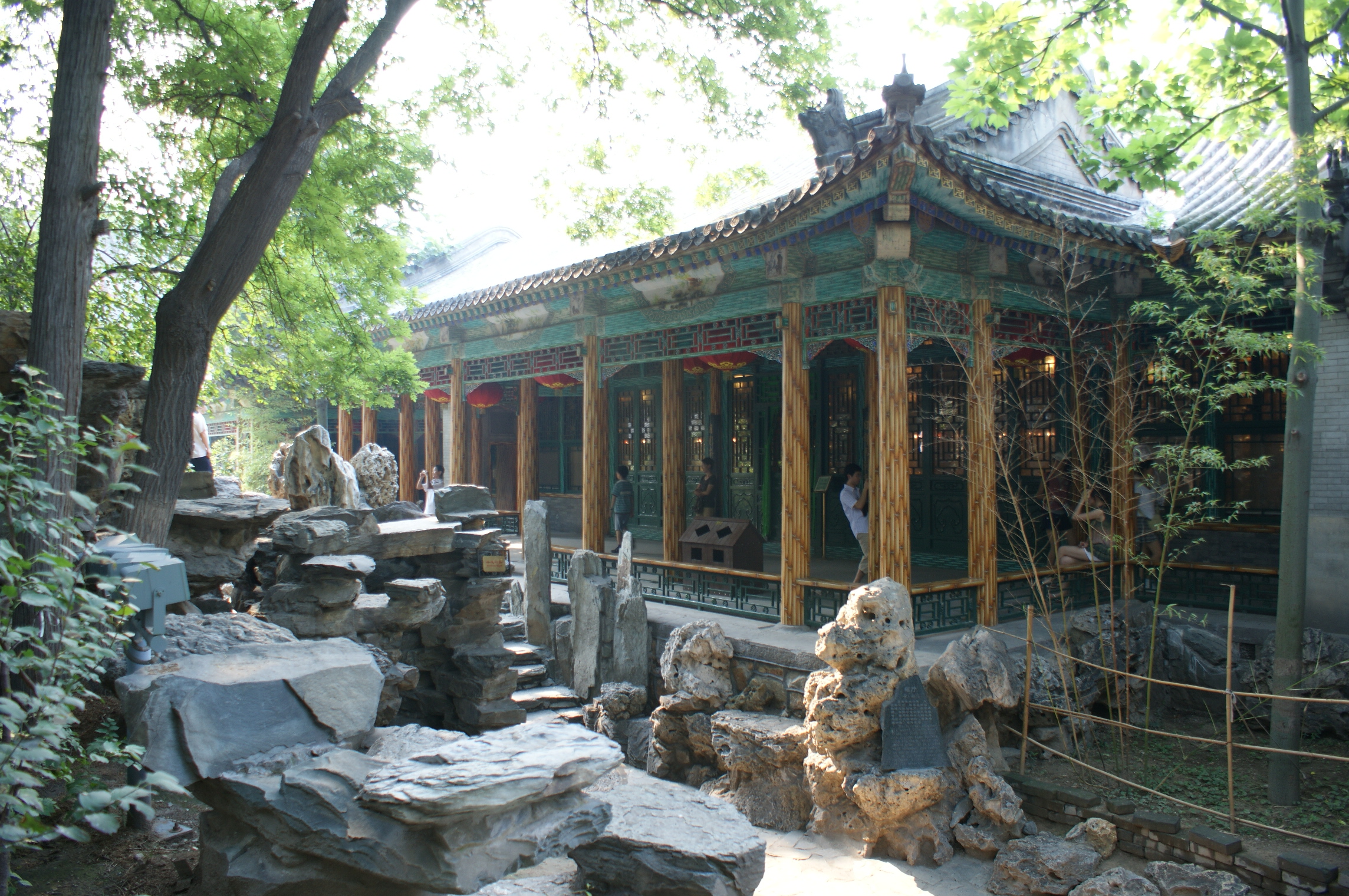
جناح حديقة الصخرة في قصر الأمير جونغ في بكين (1777)

الحدائق الصينية هو أسلوب تصميم الحدائق تطور خلال الثلاثمئة السنة الماضية. وهو يتضمن الحدائق الواسعة خلال عصور امبراطوريات الصين وعدد من العائلات الامبراطورية، بنيت لأجل لبث البهجة و السرور في النفس والقليل منها أحدث من قبل المدارس والشعراء وموظفين الحكومة والجنود والتجار لأجل التأمل والهروب من الواقع. كانت تصنع منمنمات مثالية في تصميم الحديقة وهدفها التعبير عن التناسق الذي بين الإنسان والطبيعة.

## تصميم حديقة تقليدية
تصمم الحديقة الصينية بحيث لا ترى من مكان واحد، تخطط الحديقة الصينية التقليدية بحيث تقدم للزائر سلسلة مركبة بشكل كامل من المشاهد. ونظرات على منظر البركة أو الحجارة أو بستان الخيزران وأشجار مزهرة أو مشهد لقمة جبل بعيد أو معبد.

## معرض صور

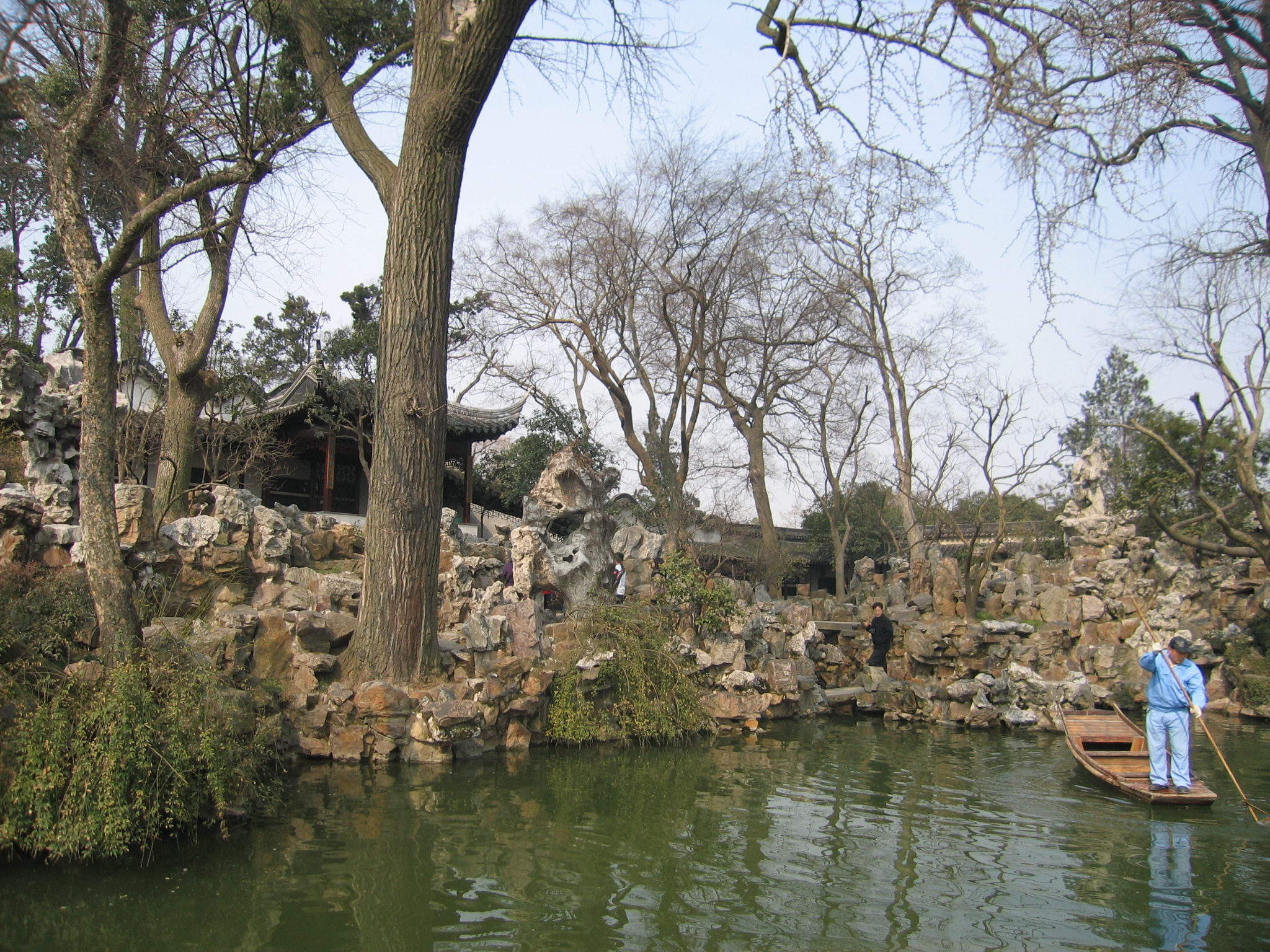
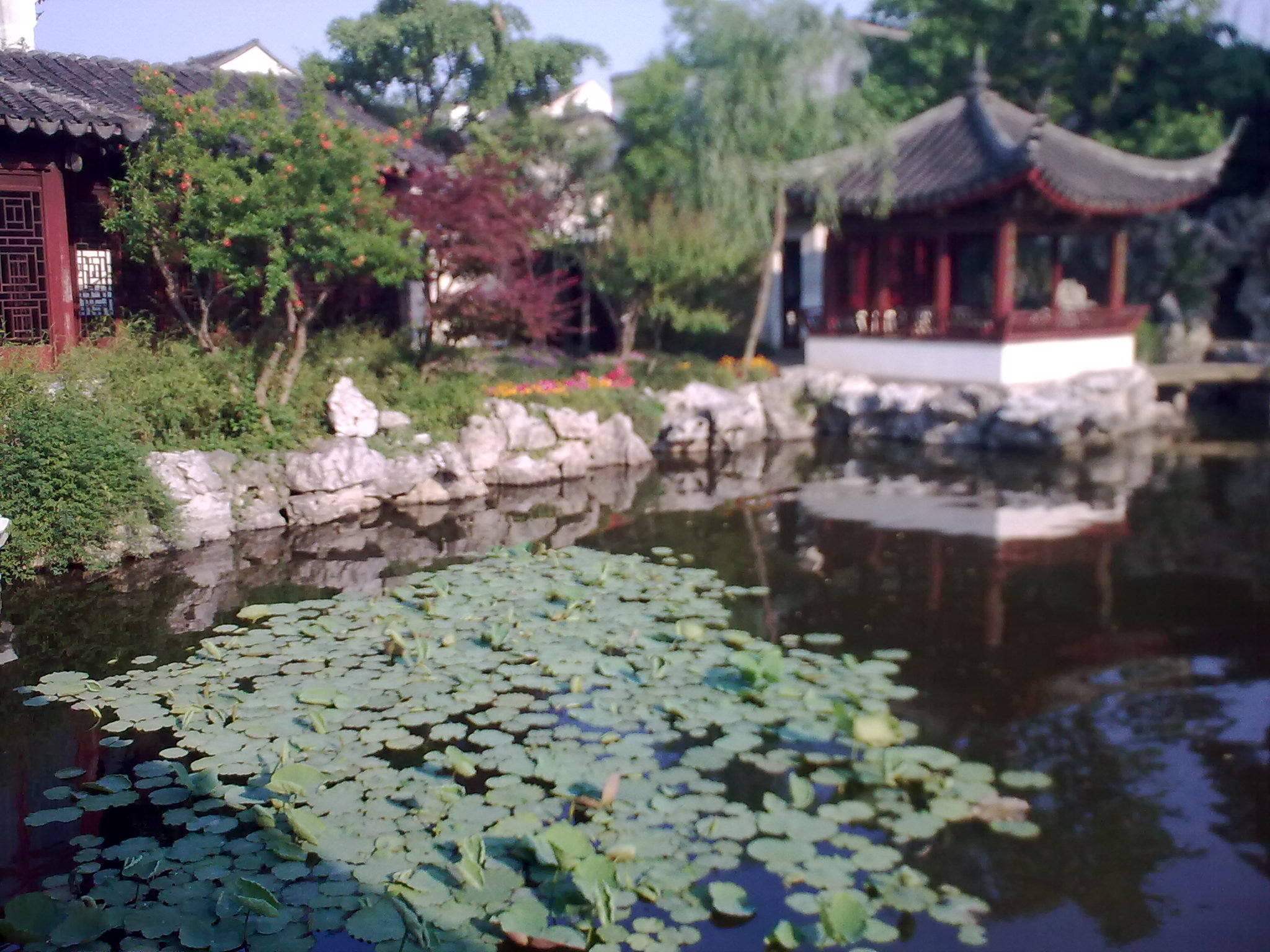
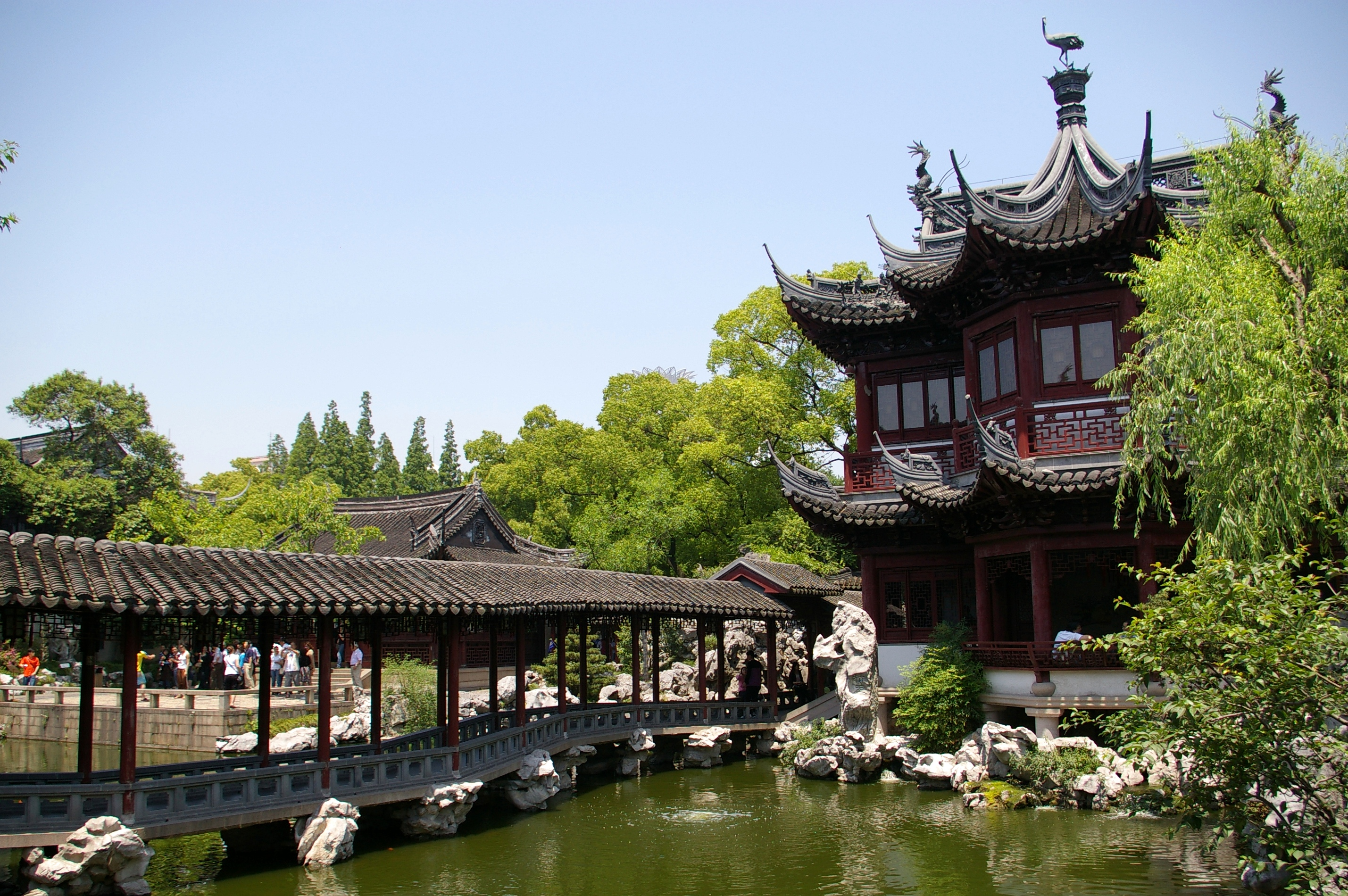
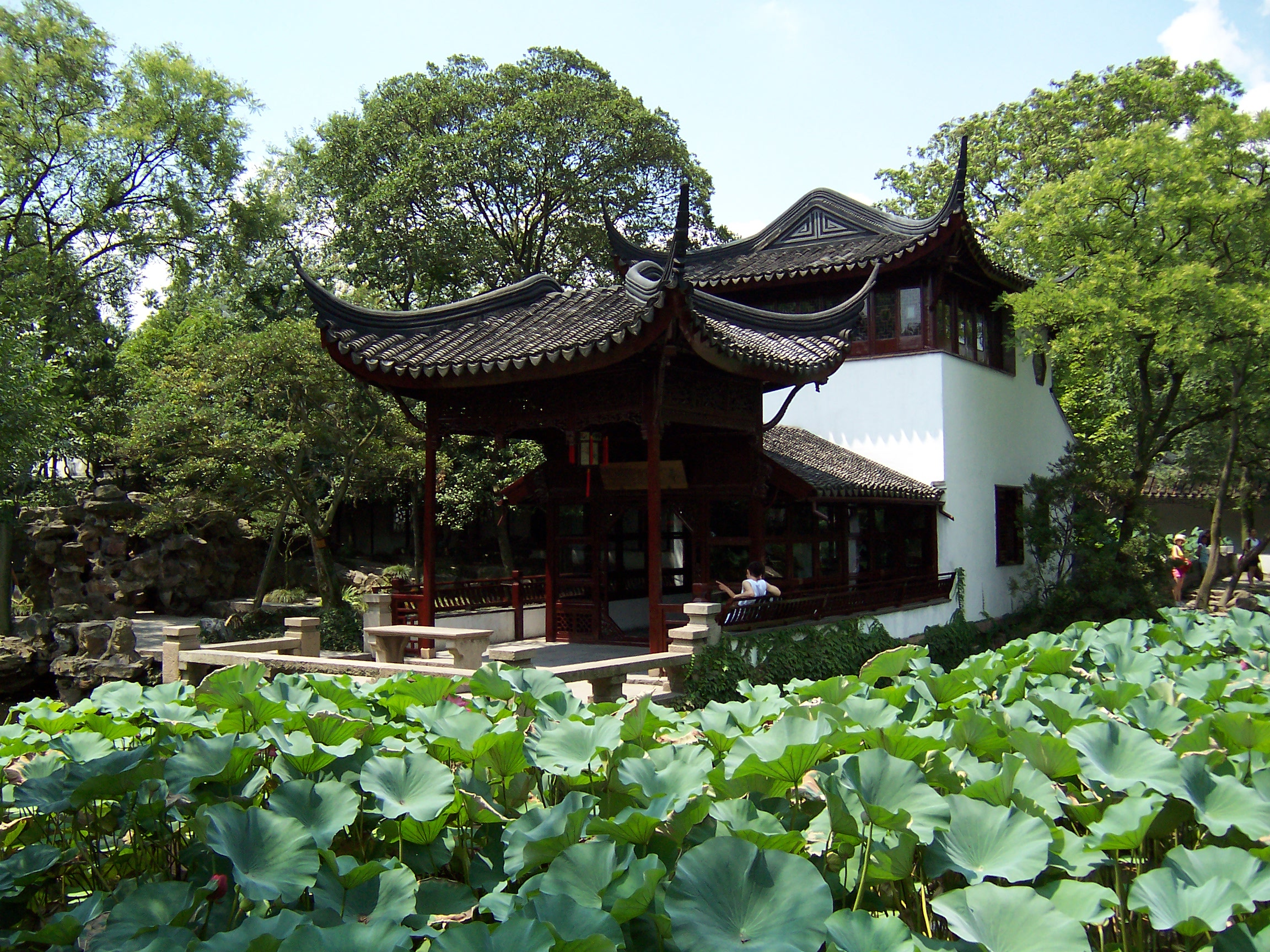

## وصلات إضافية
- Suzhou Classical Gardens